# Yūshi Naishinnō-ke no Kii
Yūshi Naishinnō-ke no Kii (祐子内親王家紀伊 (Lady Kii della famiglia della principessa Yūshi), conosciuta anche come Ichinomiya no Kii (一宮紀伊); fl. XI-XII secolo) è stata una poeta giapponese waka del periodo Heian.
È tradizionalmente annoverata come una delle Trentasei poetesse immortali (女房三十六歌仙, Nyōbō Sanjūrokkasen).

## Biografia
Si dice che fosse la figlia di Taira no Tsunekata o la figlia di Fujiwara no Moronaga, ma il suo vero padre è ancora sconosciuto.
Sua madre era Yūshi Naishinno-ka no Koben (Koben della famiglia della principessa Yūshi), l'autore di Iwagakinuma-no Chujo.
Si dice che Fujiwara no Shigetsune, il governatore della provincia di Kii, fosse suo fratello o suo marito.
Dama alla corte dell'imperatrice (chūgū) Genshi (moglie dell'imperatore Go-Suzaku), e poi di sua figlia maggiore, la principessa Yūshi. Tra il 1061 e il 1113 partecipò a concorsi di poesia organizzati presso la corte imperiale. Entrambi i suoi soprannomi provengono dalla principessa Yūshi - "Ichinomiya" ("figlia maggiore") e "Yūshi Naishinnōke no Kii" ("Kii della principessa Yūshi").

## Poesia
Le poesie di Yūshi Naishinnō-ke no Kii sono state raccolte nella collezione Ichinomiya no Kii Shū (一宮紀伊集). Secondo varie fonti, ventinove o trentuno opere di Yūshi Naishinnō-ke no Kii furono pubblicate nelle antologie di poesia imperiale. 
Una delle sue poesie è stata selezionata anche per Ogura Hyakunin Isshu.
(Hyakunin Isshu N° 72 (Kin'yō Wakashū 8:469))